# Niñopa

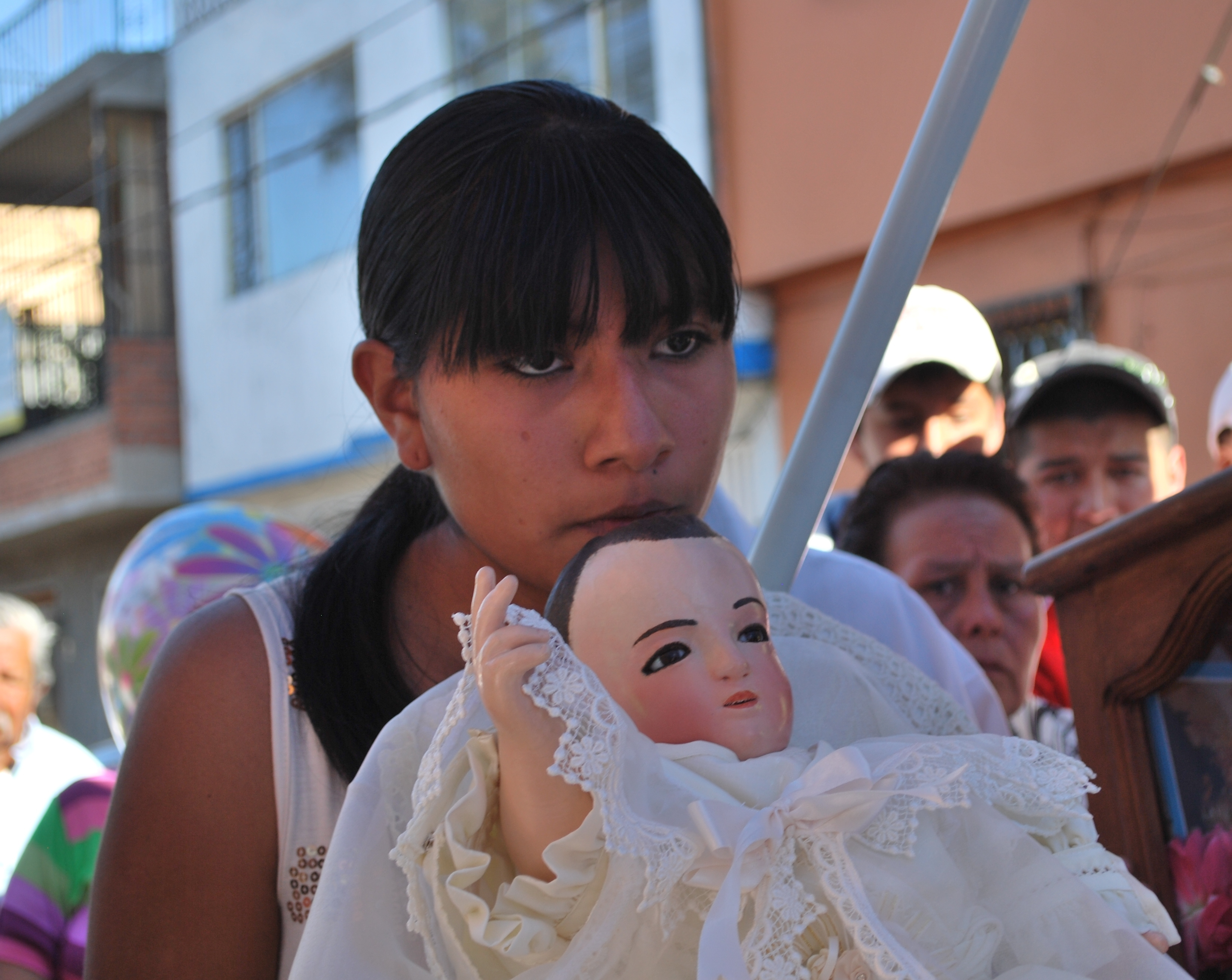
La Niñopa dans le cortège de Xochimilco.

La Niñopa est l’image la plus vénérée de l’Enfant Jésus à Xochimilco, quartier de Mexico.
Elle a été créée il y a plus de 430 ans pendant l’évangélisation par le monastère San Bernardino. Depuis, la Niñopa est entrée dans les mœurs de la communauté. La poupée de l’Enfant Jésus est utilisée au cours de festivités religieuses comme la Chandeleur ou la Journée de l’Enfant le 30 avril.

## Description
La Niñopa est l’image de l’Enfant Jésus la plus vénérée à Xochimilco et peut prendre différentes formes : El Niño Dormidito, El Niño de Belén, El Niño Tamalerito, El Niño Grande et El Niño de San Juan,,.
La poupée date de 1573 et appartient à la ville de Xochimilco depuis lors. Elle mesure 50 cm de hauteur et pèse 598 g. Elle a été conçue pour être assise ou allongée. Sa main droite est levée pour représenter un acte de bénédiction. Elle a les yeux bruns de cristal et les sourcils noirs. Son nez est petit et arrondi. Ses oreilles sont également arrondies mais assez mal définies. Sa bouche est très faiblement ouverte comme si elle s’apprêtait à parler. Sa peau est blanche bien que quelque peu rose.
Comme la poupée est âgée de 430 ans, il est nécessaire d’en prendre le plus grand soin. L'Institut national d'anthropologie et d'histoire a recommandé d’habiller la poupée de vêtements légers sans utiliser de métal. L’institut recommande également de ne pas utiliser de flash pour la prendre en photo.

## Histoire

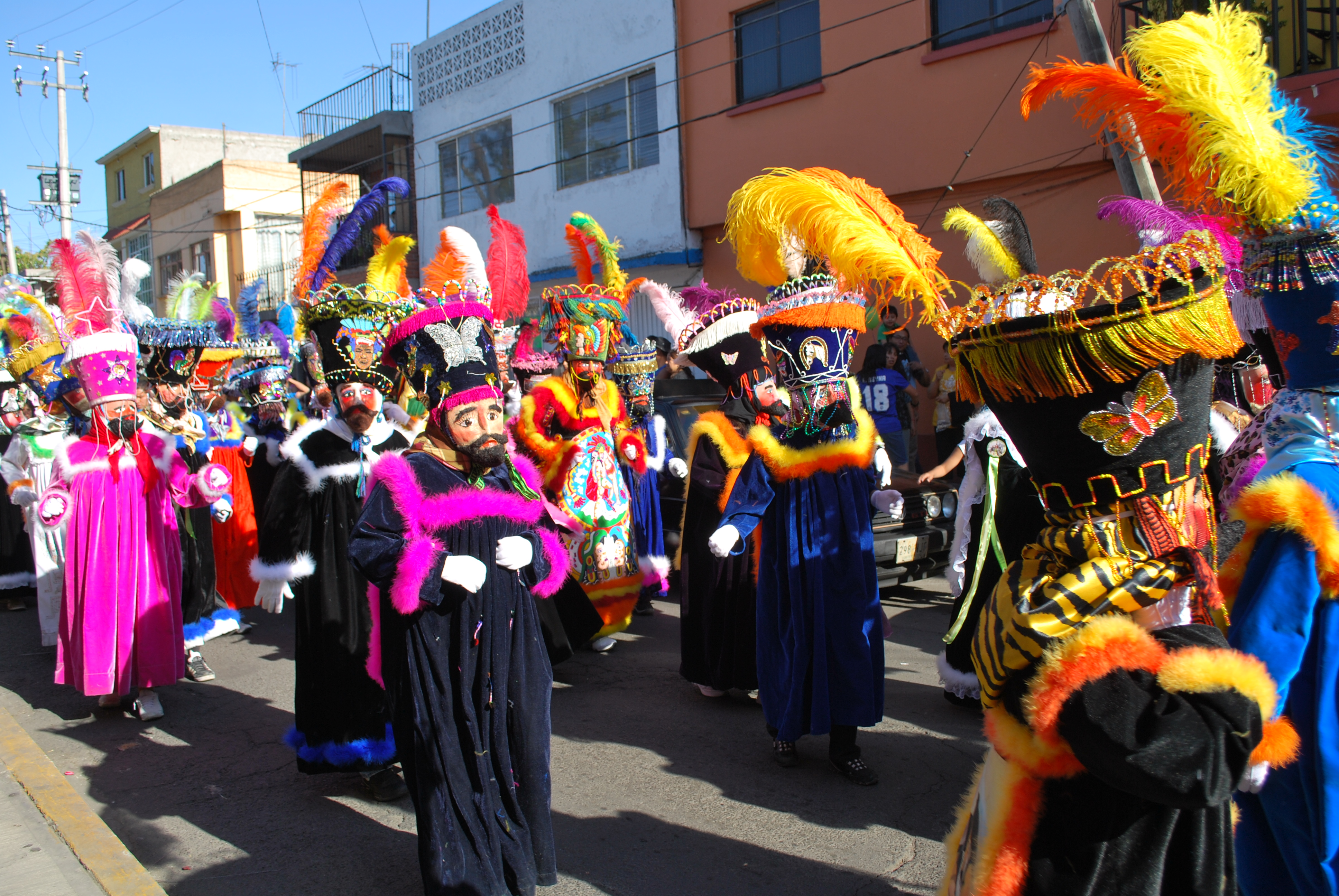
Chinelos en cortège avec la Niñopa.

L’histoire de son origine commence avec l’arrivée de Martín Cortés venu de Valence en Espagne jusqu’à Xochimilco, qui confectionnait des poupées de l’Enfant Jésus à partir de bois d’oranger. Les indigènes ont utilisé la poupée du colon espagnol pour confectionner la leur à partir d’arbres des environs du monastère de San Bernardino.
Il existe deux explications quant à la vénération de la poupée. Il est possible que la poupée appartenait au dernier dirigeant indigène de Xochimilco. La seconde raison possible serait que l’Enfant Jésus figure fréquemment sur des peintures du XVIe et XVIIe siècles de l’église San Bernardino.

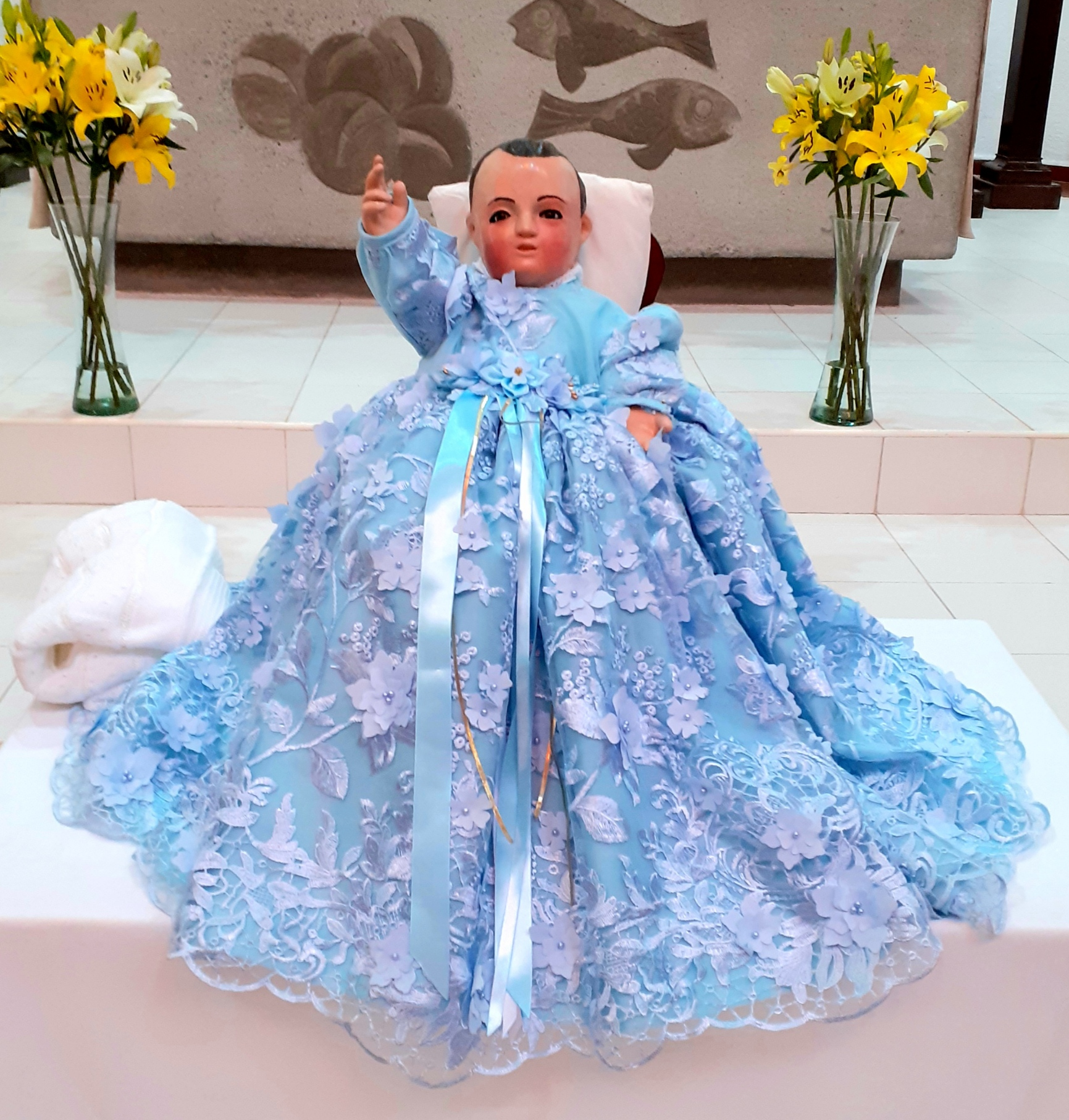
El Niñopa, image de l'Enfant Jésus très vénéré à Xochimilco, Mexico. 2022.

À cause de son âge et du mystère qui entoure son origine, il existe un certain nombre d’histoires sur la poupée.
Une des histoires récurrentes sur la poupée est qu’elle vient à la vie, joue le soir avec ses jouets et se promène à l’extérieur. Pour ceux qui croient en cette histoire, les évidences viennent du fait que ses jouets sont souvent éparpillés dans sa chambre, on entend des rires venir de sa chambre le soir, certains matins ses affaires sont sales et on peut trouver de toutes petites traces autour de la maison où elle est gardée. Il est dit que la couleur de ses joues disparaît quand elle est en colère, et qu’elle rougit quand elle est contente. De plus la Niñopa voyagerait à travers les rêves des enfants malades.
Encore plus d’histoires traitent des miracles qu'elle sait faire. Elle soigne les maladies, apporte la paix dans les foyers et plus encore. Une Américaine a même déclaré avoir été soignée de son cancer par la poupée après l’avoir aperçue à la télévision.